# Godina šest careva
Godina šest careva je naziv za razdoblje ustanaka, građanskih ratova i političke nestabilnosti u Rimskom Carstvu godine 238. karakterističan po tome što se u nekoliko mjeseci izmijenjalo čak šest osoba na mjestu cara.
Godina je započela s Maksiminom Tračaninom na mjestu cara. Maksimin, koji je na vlast došao u vojničkoj pobuni 235. je zbog svog skromnog (a po nekim izvorima i "barbarskog") podrijetla bio omražen među pripadnicima rimske aristokracije, a još više zbog nametanja visokih poreza i ničim opravdanih egzekucija pripadnika upravo tog sloja. Protiv Maksimina, koji se nikad nakon dolaska vlasti nije pojavio u Rimu, je početkom ožujka 238. izbio ustanak u Africi; ustanici su za novog cara proglasili uglednog lokalnog aristokrata Gordijana I., koji je za svog suvladara proglasio sina Gordijana II. Za mjesec dana ustanak je ugušen i oba cara su ubijena. Međutim, u međuvremenu je Senat u Rimu Maksimina proglasio narodnim neprijateljem i za dva nova sucara 22. travnja izabrao Pupijena i Balbina.
Maksimin je za to čuo i sa svojim legijama krenuo na Rim, odakle se s vojskom pokrenuo i Pupijen. Međutim, prije nego što je došlo do sukoba između Maksimina i Pupijena, Maksiminova vojska je zaustavljena od pobunjenog grada Akvileje. Neočekivano duga i teška opsada je izazvala glad, bolest, a na kraju i duboko nezadovoljstvo među Maksiminovim trupama. One su se pobunile, ubile Maksimina i njegovog sina te od Pupijena osigurale pomilovanje u zamjenu za povratak u svoje provincije.
To, međutim, nije dovelo do političke stabilizacije, jer se sada razvilo žestoko suparništvo između Pupijena i Balbina, koji su se stalno svađali i jedan drugog javno optuživali za planiranje svoje likvidacije. Oba cara su odranije bila nepopularna među plebejcima, a još više im je položaj otežao požar koga Balbin nije mogao adekvatno ugasiti i sanirati. Svjesni da im je položaj sve teži, Pupijen i Balbin su pokušali smiriti plebs imenujući 13-godišnjeg Gordijana III, sina ubijenog Gordijana II, za novog suvladara. Ali svađe su se ipak nastavile i 29. srpnja je intervenirala Pretorijanska garda ubivši obojicu careva. Gordijan III je postao novi car, a njegov djed i otac su proglašeni bogovima.
Dramatični događaji Godine šest careva, iako ne s tolikim intenzitetom, su se ponavljali sljedećih nekoliko desetljeća u periodu kasnije poznatom kao Kriza 3. stoljeća.